# Propriedade
Propriedade (internationaler Titel: Property, dt.: „Eigentum“) ist ein brasilianischer Spielfilm von Daniel Bandeira aus dem Jahr 2022.
Die Premiere des Thrillers, der von Brasiliens scharfen Klassengegensätzen berichtet, erfolgte im Oktober 2022 auf dem Festival do Rio. Die internationale Premiere soll im Februar 2023 bei der 73. Berlinale erfolgen.

## Handlung
Seit einer Geiselnahme lebt die Modedesignerin Tereza zurückgezogen in ihrer Stadtvilla. Sie ist so verstört, dass sie selbst ihren geliebten Hund nur durch die Scheibe der verglasten Veranda ertragen kann. Ihr Ehemann Roberto schenkt ihr einen hochmodernen gepanzerten Wagen. Das Fahrzeug soll ihr Sicherheit geben, um zur Erholung auf das Landgut ihrer Familie zu fahren. Kurz nach Terezas Ankunft kommt es zu einer Revolte. Nach jahrelanger Ausbeutung besetzen die Landarbeiter mit Waffengewalt das Gutshaus. Roberto wird als Geisel genommen. Tereza gelingt es, sich in letzter Minute ins gepanzertes Auto einzuschließen. Aber sie kann den Wagen nicht starten und sitzt damit in der Falle. Sie weigert sich, mit den vor den Wagen stehenden verärgerten Arbeitern zu verhandeln. Tereza nimmt in der Folge immer öfter Geräusche von Schüssen wahr. Es kommt zum Blutvergießen.

## Veröffentlichung
Die Uraufführung von Propriedade fand am 8. Oktober 2022 im Rahmen des Festival do Rio statt. Bei den Filmfestspielen Berlin am 18. Februar 2023 ist die internationale Premiere in der Sektion Panorama geplant.

## Auszeichnungen
Im Rahmen der Aufführung auf der Berlinale ist der Film für den Panorama Publikumspreis nominiert.